# Argyranthemum
 Argyranthemum   Philip Barker Webb, 1839 è un genere di piante angiosperme dicotiledoni della famiglia delle Asteraceae, sottofamiglia Asteroideae, tribù Anthemideae (Mediterranean clade) e sottotribù Glebionidinae.

## Etimologia
Il nome del genere deriva da due parole greche "argyros" (= argento) e "anthemon" (= fiore).
Il nome scientifico del genere è stato definito dal botanico Philip Barker Webb (1793-1854) nella pubblicazione " Histoire Naturelle des Iles Canaries, ...Tome troisieme [Botanique] pt. 2. Phytographia Canariensis. Paris" ( Hist. Nat. Iles Canaries (Phytogr.). 3(2.2, livr. 44). t. 90) del 1839.

## Descrizione

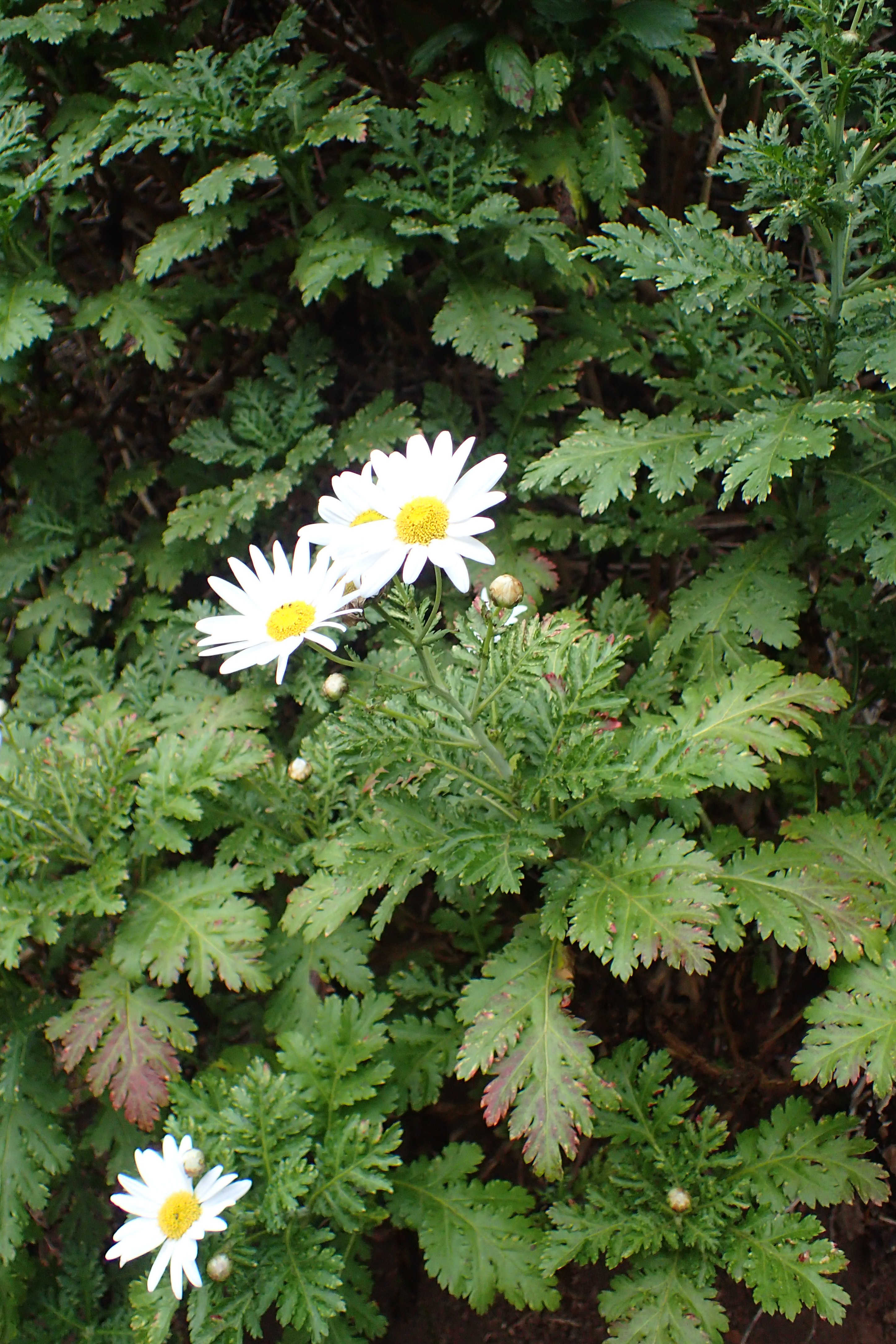
Il portamento
Argyranthemum broussonetii

Le foglie
Argyranthemum pinnatifidum

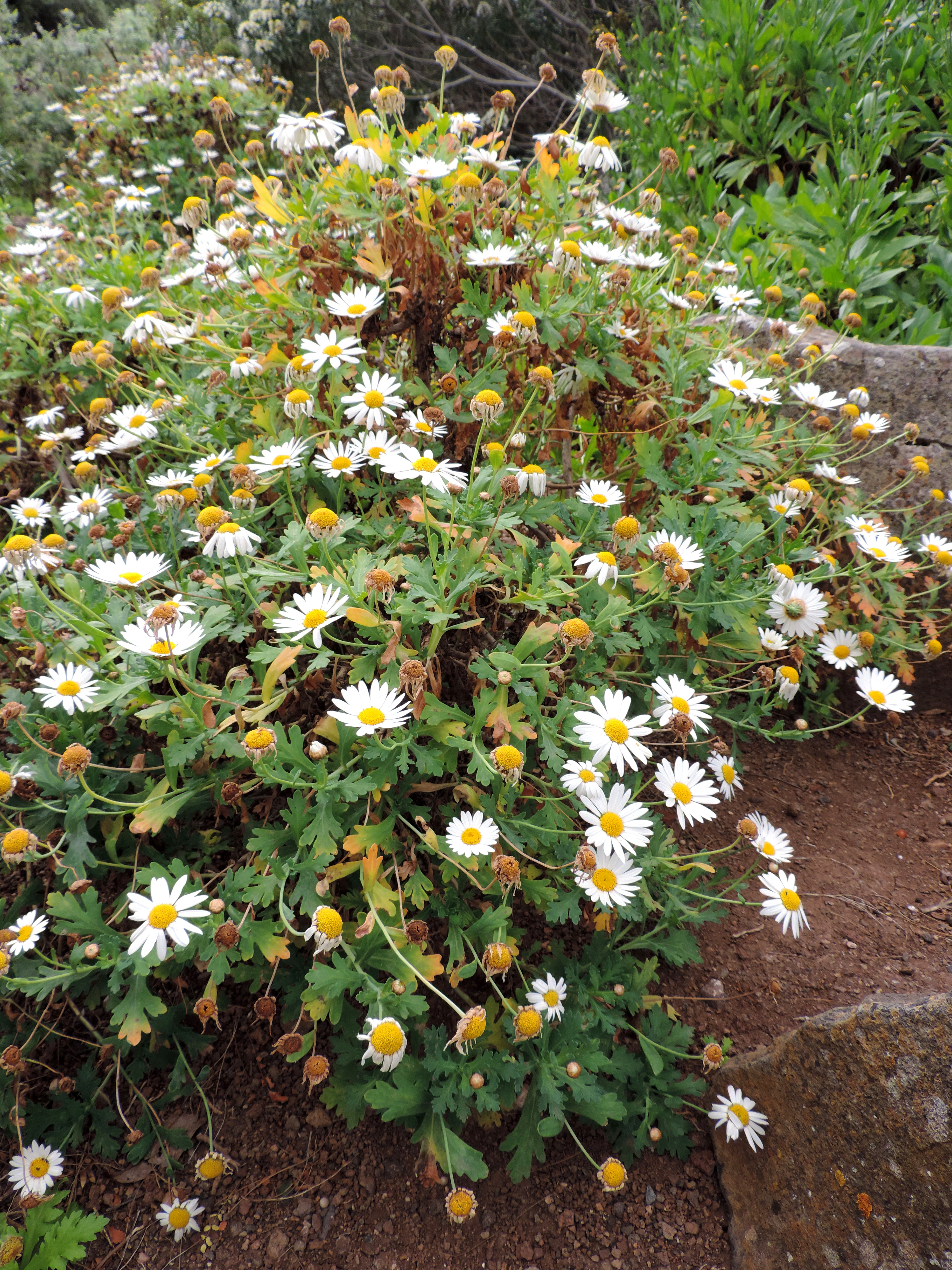
Infiorescenza
Argyranthemum coronopifolium

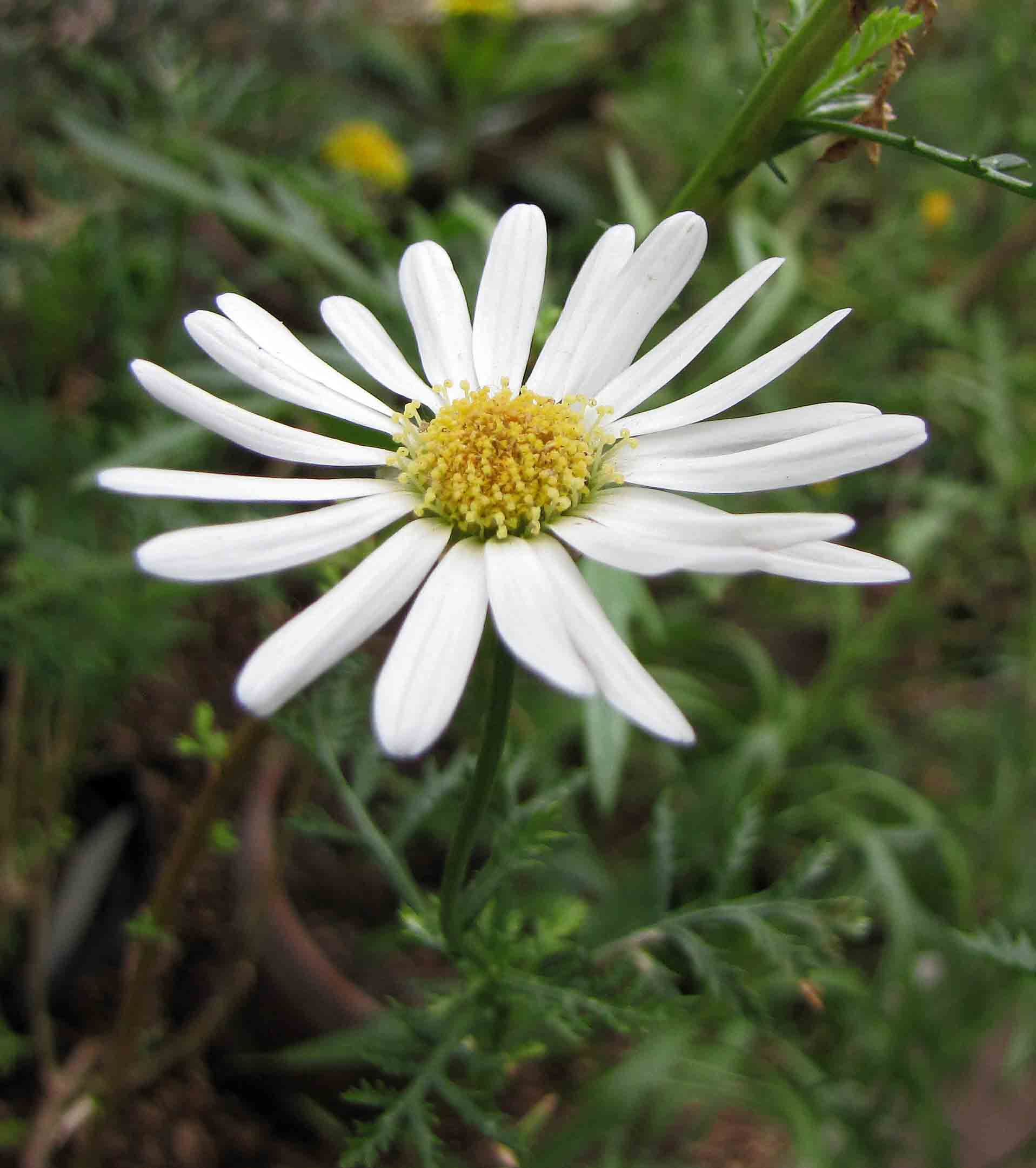
I fiori
Argyranthemum adauctum

Portamento. Le specie di questo genere sono arbustive/subarbustive (cespugliose a volte sempreverdi) perenni. L'indumento è assente o è formato da peli di tpo basifissi.
Fusto. La parte aerea in genere è eretta o procombente, semplice o ramosa. Altezza media: da 10 a 80 cm.
Foglie. Le foglie sono disposte in modo alterno ed hanno una lamina seghettata-dentata o variamente divisa, oppure sono del tipo due (o tre) volte pennatosette. La forma varia da obovata a oblunga e sono picciolate (quelle basali) e sessili (quelle cauline).
Infiorescenza. Le sinflorescenze sono formate da capolini solitari o raccolti in modo corimboso lasso. Le infiorescenze vere e proprie sono composte da un capolino terminale peduncolato radiato (raramente discoide). I capolini sono formati da un involucro, con forme meniscoidi a emisferiche, composto da 28-45 brattee, al cui interno un ricettacolo fa da base ai fiori di due tipi: fiori del raggio e fiori del disco. Le brattee, piatte e a consistenza erbacea, con forme da oblanceolate o ovate a lanceolate-deltate o lanceolate (non carenate abassialmente), disuguali e ampiamente scariose chiare o scure sui margini, sono disposte in modo più o meno embricato su 3-4 serie. Il ricettacolo, da convesso a conico, è sprovvisto di pagliette avvolgenti la base dei fiori. Diametro degli involucri: 10-18 mm. 
Fiori.  I fiori sono tetra-ciclici (formati cioè da 4 verticilli: calice – corolla – androceo – gineceo) e pentameri (calice e corolla formati da 5 elementi). Si distinguono in:
- fiori del raggio (esterni): da 12 a 35 per capolino, sono femminili, fertili e sono disposti su una serie; la forma è ligulata (zigomorfa); a volte possono mancare o essere sterili;
- fiori del disco (centrali): sono più numerosi (80-150) con forme brevemente tubulose (attinomorfe); sono ermafroditi fertili.

- Formula fiorale:

*/x K {\displaystyle \infty }, [C (5), A (5)], G 2 (infero), achenio
- Calice: i sepali del calice sono ridotti ad una coroncina di squame.

- Corolla: 
  - fiori del raggio: la forma della corolla alla base è più o meno tubulosa-imbutiforme, mentre all'apice è ligulata; la ligula, da più o meno ovata a lineare. può terminare con alcuni denti; il colore generalmente è bianco, raramente giallo o rossiccio;
  - fiori del disco: la forma è tubulare con gole campanulate e divaricata in 5 lobi; i lobi, patenti o eretti, hanno una forma deltata o più o meno lanceolata; il colore è giallo; ma sono presenti anche colorazioni sull'arancio e sul purpureo.

- Androceo: l'androceo è formato da 5 stami (alternati ai lobi della corolla) sorretti da filamenti generalmente liberi; gli stami sono connati e formano un manicotto circondante lo stilo. Le antere, con un collare di filamenti a balaustra, possono essere sia di tipo basifissa che medifissa. Il tessuto endoteciale (rivestimento interno dell'antera) è quasi sempre non polarizzato. Il polline è sferico con un diametro medio di circa 25 micron;  è tricolporato (con tre aperture sia di tipo a fessura che tipo isodiametrica o poro) ed è echinato (con punte sporgenti).

- Gineceo: l'ovario è infero uniloculare formato da 2 carpelli. Lo stilo (il recettore del polline) è profondamente bifido (con due stigmi divergenti) e con le linee stigmatiche marginali separate o contigue. I due bracci dello stilo hanno una forma troncata e possono essere papillosi o ricoperti da ciuffi di peli.

Frutti. I frutti sono degli acheni con pappo. In alcune specie è presente un certo dimorfismo tra gli acheni dei fiori ligulati esterni (acheni con forme triquetre e fortemente tri-alati) e quelli tubulosi del disco centrale (acheni lateralmente compressi con due ali). L'apice è arrotondato marginalmente o con una piccola corona. Il pericarpo è privo di cellule mucillaginifere e sacche di resina.

## Biologia
Impollinazione: l'impollinazione avviene tramite insetti (impollinazione entomogama tramite farfalle diurne e notturne).

Riproduzione: la fecondazione avviene fondamentalmente tramite l'impollinazione dei fiori (vedi sopra).

Dispersione: i semi (gli acheni) cadendo a terra sono successivamente dispersi soprattutto da insetti tipo formiche (disseminazione mirmecoria). In questo tipo di piante avviene anche un altro tipo di dispersione: zoocoria. Infatti gli uncini delle brattee dell'involucro (se presenti) si agganciano ai peli degli animali di passaggio disperdendo così anche su lunghe distanze i semi della pianta. Inoltre per merito del pappo (se presente) il vento può trasportare i semi anche a distanza di alcuni chilometri (disseminazione anemocora).

## Distribuzione e habitat
Le specie di questo genere sono distribuite in Macaronesia ma presenti con discontinuità anche in altre parti del mondo.

## Sistematica
La famiglia di appartenenza di questa voce (Asteraceae o Compositae, nomen conservandum) probabilmente originaria del Sud America, è la più numerosa del mondo vegetale, comprende oltre 23.000 specie distribuite su 1.535 generi, oppure 22.750 specie e 1.530 generi secondo altre fonti (una delle checklist più aggiornata elenca fino a 1.679 generi). La famiglia attualmente (2021) è divisa in 16 sottofamiglie; la sottofamiglia Asteroideae è una di queste e rappresenta l'evoluzione più recente di tutta la famiglia.

### Filogenesi
Il gruppo di questa voce è descritto nella tribù Anthemideae, una delle 21 tribù della sottofamiglia Asteroideae). In base alle ultime ricerche nella tribù sono stati individuati (provvisoriamente) 4 principali lignaggi (o cladi): "Southern hemisphere grade", "Asian-southern African grade", "Eurasian grade" e "Mediterranean clade". Il genere  Argyranthemum  (insieme alla sottotribù Glebionidinae) è incluso nel Mediterranean clade..
All'interno della sottotribù  Argyranthemum  fa parte del gruppo originale (insieme ai generi Glebionis, Heteranthemis e Ismelia) delle Glebionidinae caratterizzato da un certo dimorfismo tra gli acheni dei fiori ligulati esterni e quelli tubulosi del disco centrale.
I caratteri distintivi del genere sono:
- il portamento delle specie di questo genere è sia arbustivo che subarbustivo;
- gli acheni sono dimorfi (quelli dei fiori del raggio sono triquetri, con tre lati, e alati; quelli dei fiori del disco sono lateralmente compressi e 2-alati).

Il numero cromosomico delle specie di questo genere è: 2n = 18.
In base all'"orologio molecolare", questo genere ha iniziato a divergere circa 1,5 milioni di anni fa.

### Elenco delle specie
Questo genere ha 23 specie:
- Argyranthemum adauctum (Link) Humphries
- Argyranthemum broussonetii (Balb. ex Pers.) Humphries
- Argyranthemum callichrysum (Svent.) Humphries
- Argyranthemum coronopifolium (Willd.) Humphries
- Argyranthemum dissectum (Lowe) Lowe
- Argyranthemum escarrei (Svent.) Humphries
- Argyranthemum filifolium (Sch.Bip.) Humphries
- Argyranthemum foeniculaceum (Willd.) Webb ex Sch.Bip.
- Argyranthemum frutescens (L.) Sch.Bip.
- Argyranthemum gracile Sch.Bip.
- Argyranthemum haematomma Lowe
- Argyranthemum haouarytheum Humphries & Bramwell
- Argyranthemum hierrense Humphries
- Argyranthemum lemsii Humphries
- Argyranthemum lidii Humphries
- Argyranthemum maderense (D.Don) Humphries
- Argyranthemum pinnatifidum (L.f.) Webb
- Argyranthemum sundingii L.Borgen
- Argyranthemum sventenii Humphries & Aldridge
- Argyranthemum tenerifae Humphries
- Argyranthemum thalassophilum (Svent.) Humphries
- Argyranthemum webbii Sch.Bip.
- Argyranthemum winteri (Svent.) Humphries

### Sinonimi
Sono elencati alcuni sinonimi per questa entità:
- Preauxia Sch.Bip.
- Monoptera  Sch.Bip.
- Scyphopappus  B.Nord.
- Stigmatotheca  Sch.Bip.

## Specie della flora spontanea italiana
Nella flora spontanea italiana è presente la seguente specie:
- Argyranthemum frutescens (L.) Sch.Bip. - Margherita delle Canarie: l'altezza massima della pianta è di 3 - 12 cm; il ciclo biologico è perenne; la forma biologica è camefita fruticosa (Ch frut); il tipo corologico è Canarie; l'habitat tipico sono i coltivi per ornamento; in Italia è una specie con distribuzione discontinua (Liguria, Abruzzo e Meridione) e si trova fino ad una quota di 500 m s.l.m..

## Alcune immagini

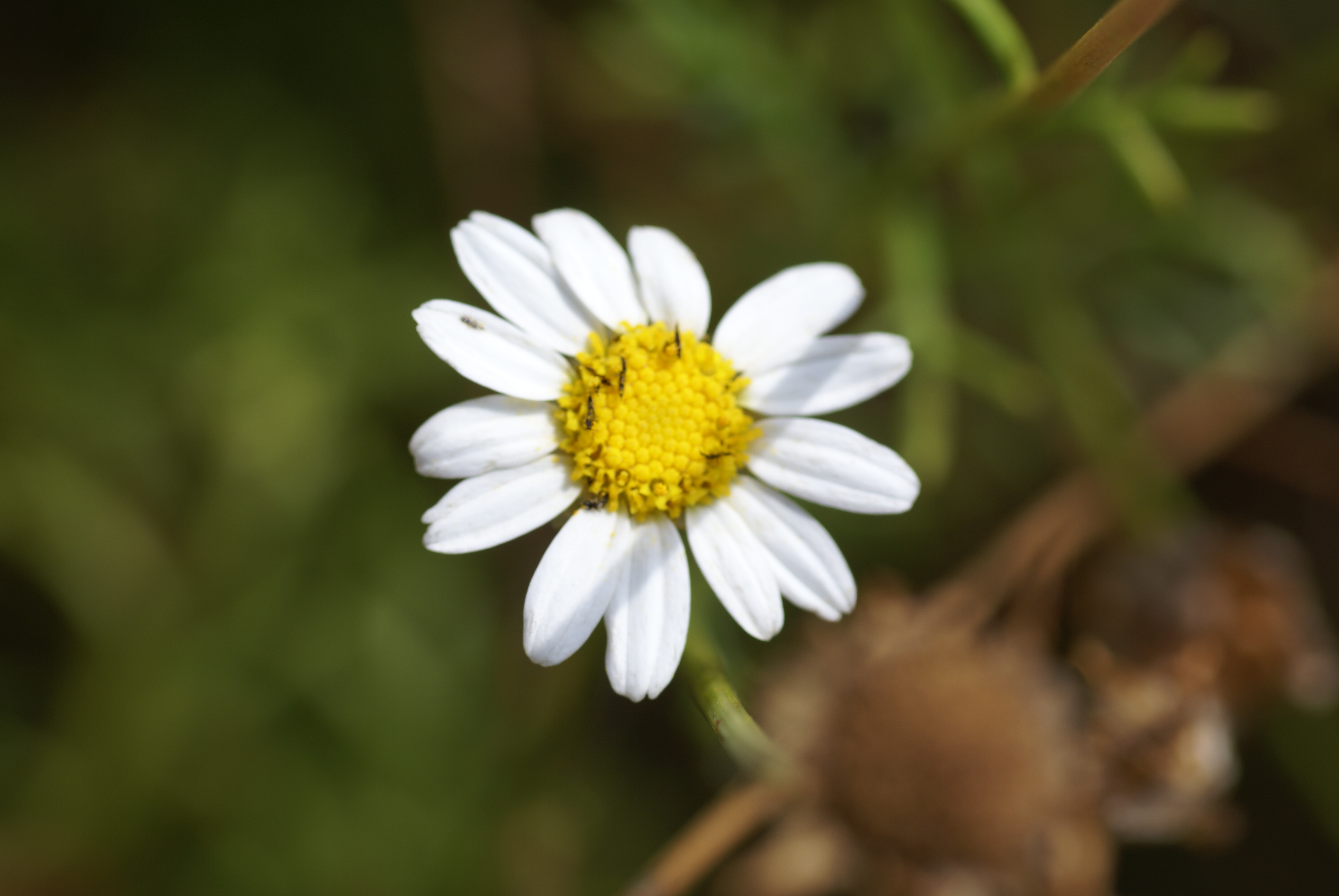
Argyranthemum foeniculaceum
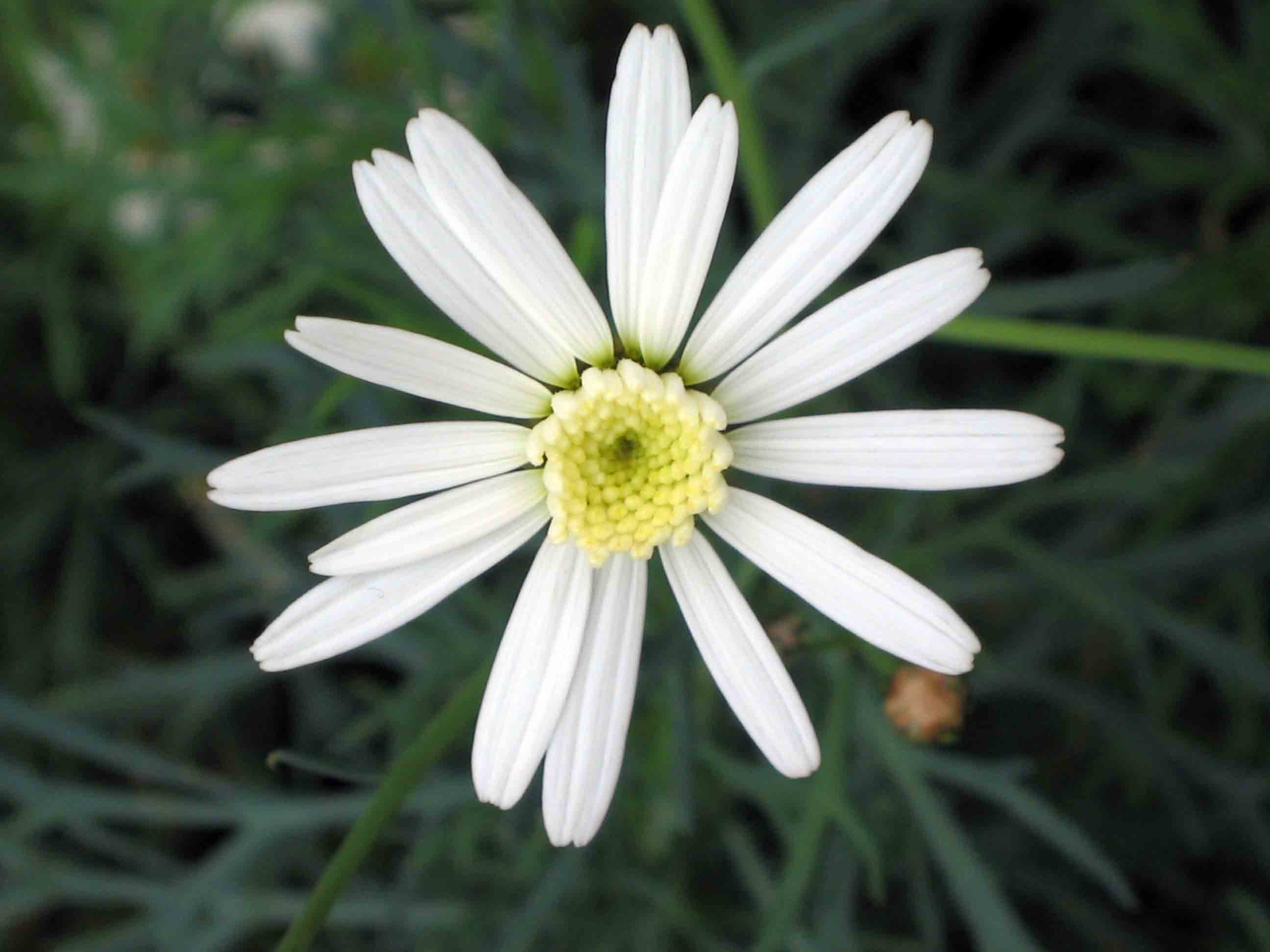
Argyranthemum gracile
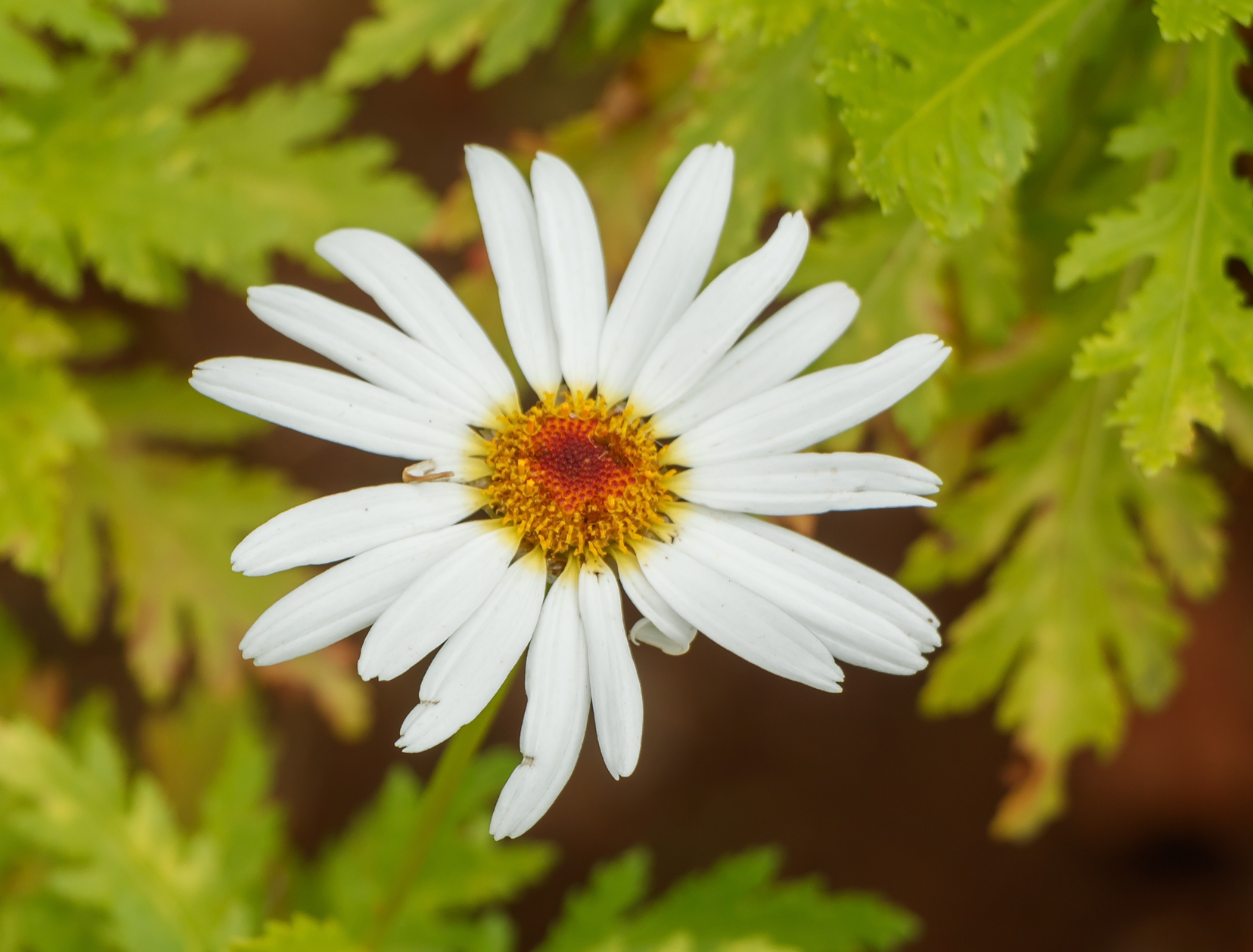
Argyranthemum haematomma
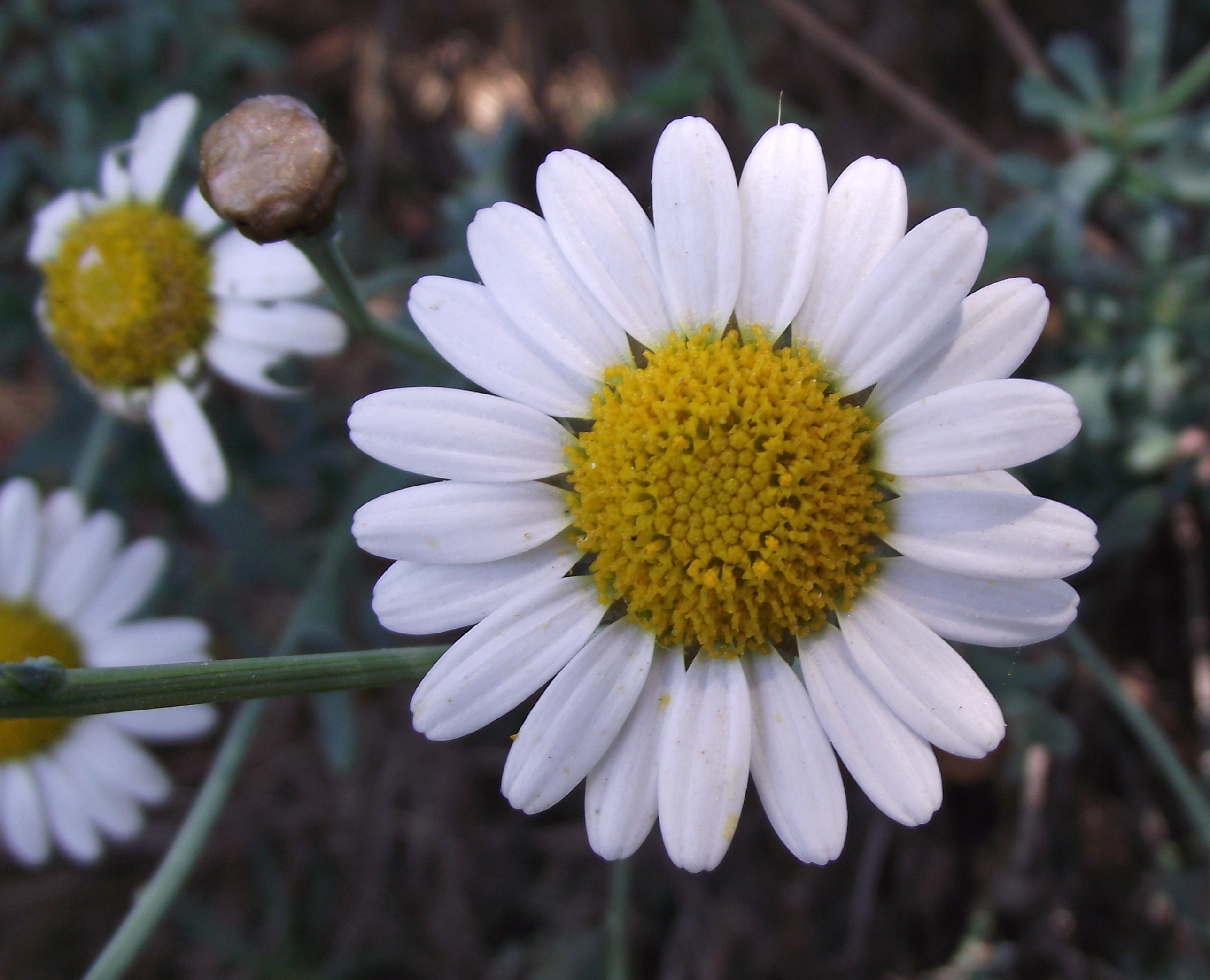
Argyranthemum haouarytheum
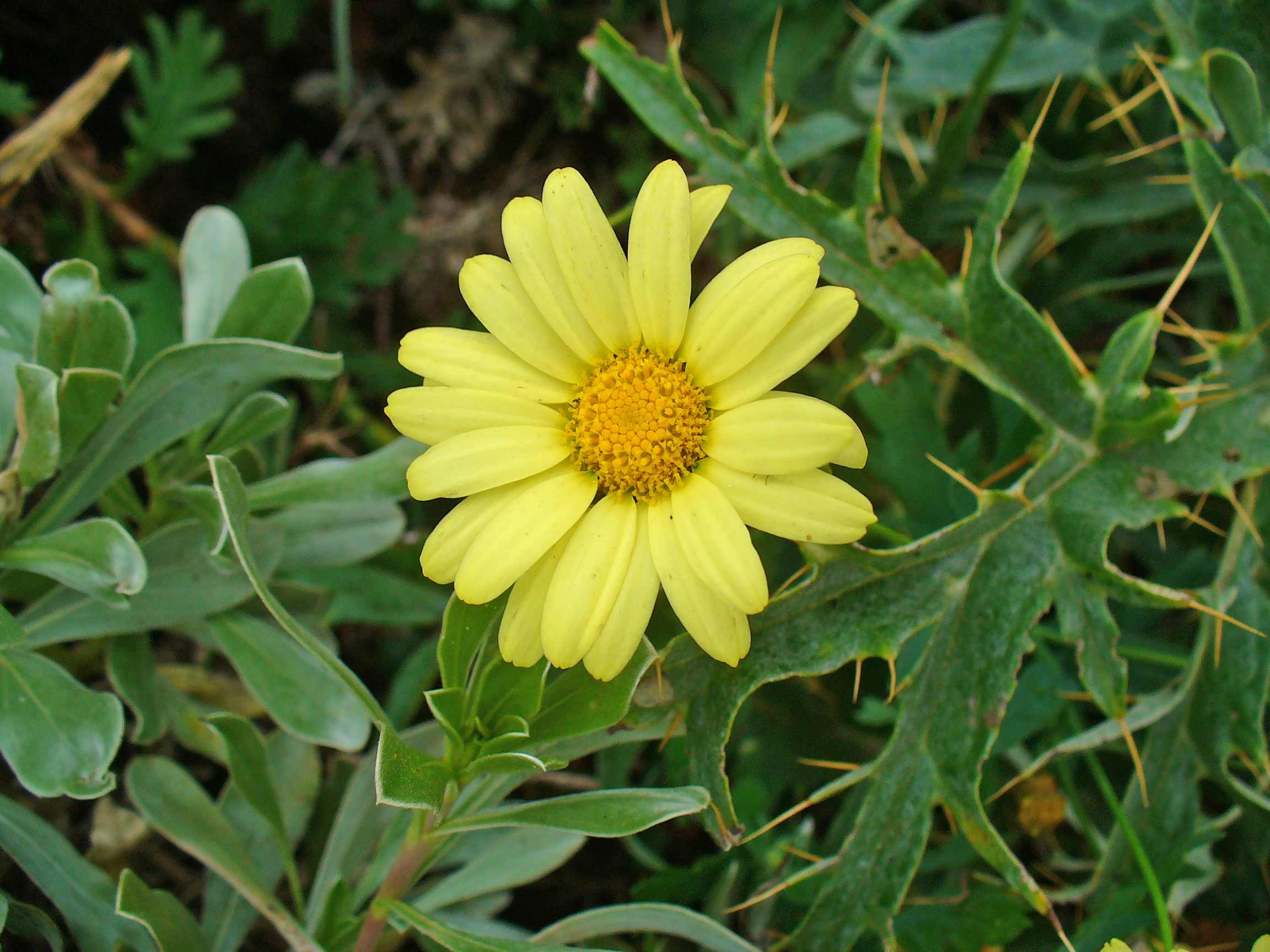
Argyranthemum maderense
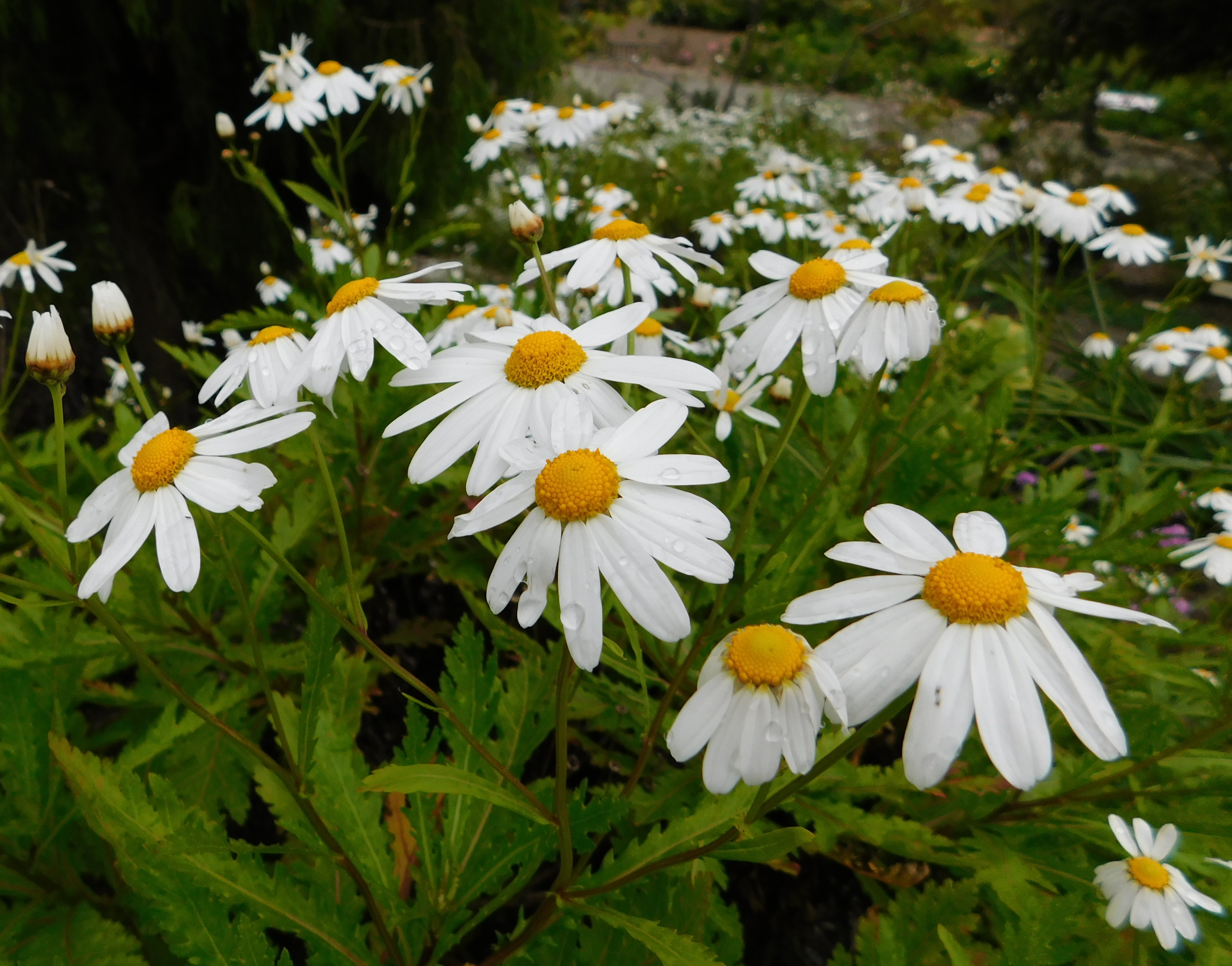
Argyranthemum pinnatifidum pinnatifidum
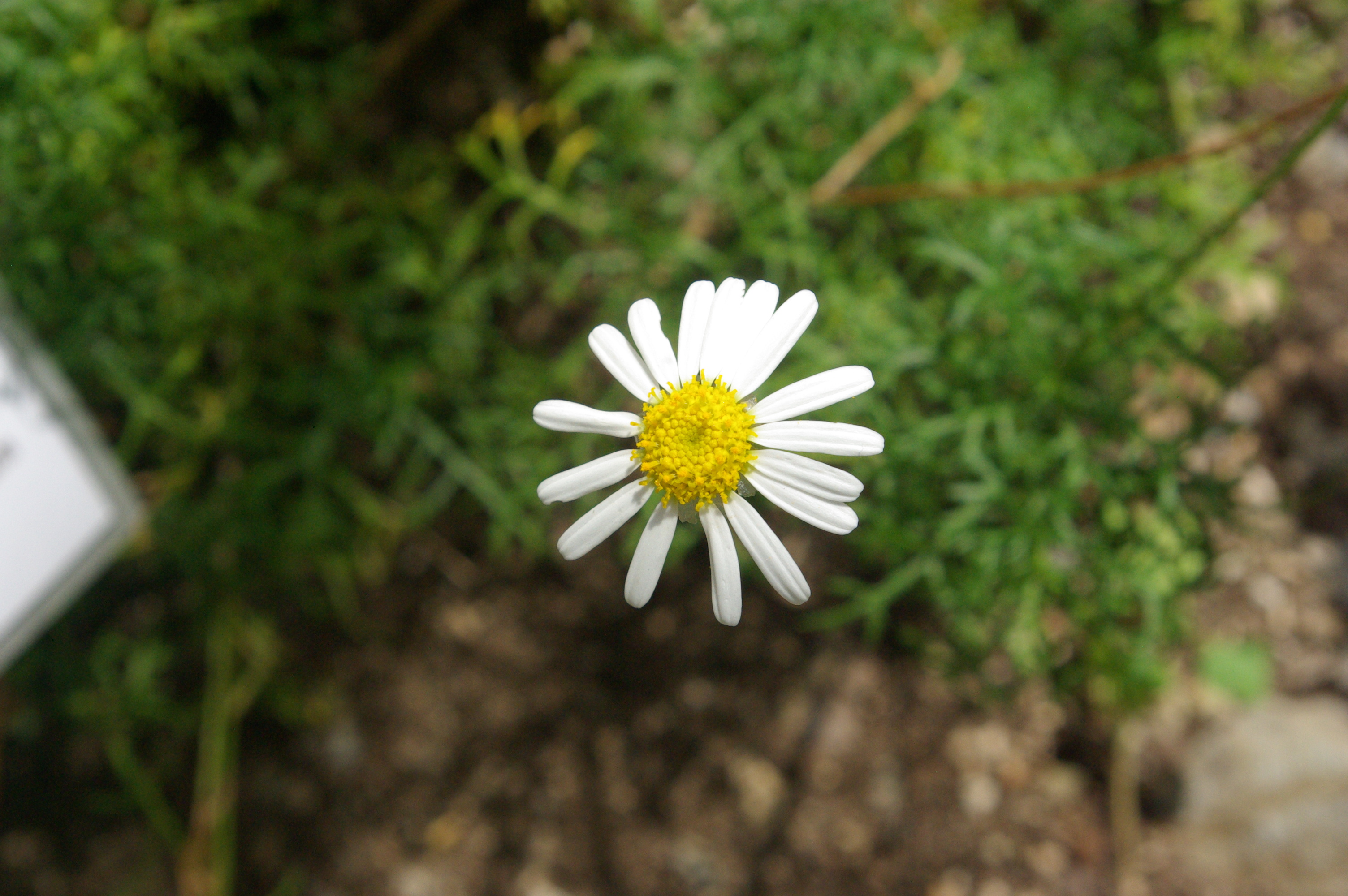
Argyranthemum sundingii
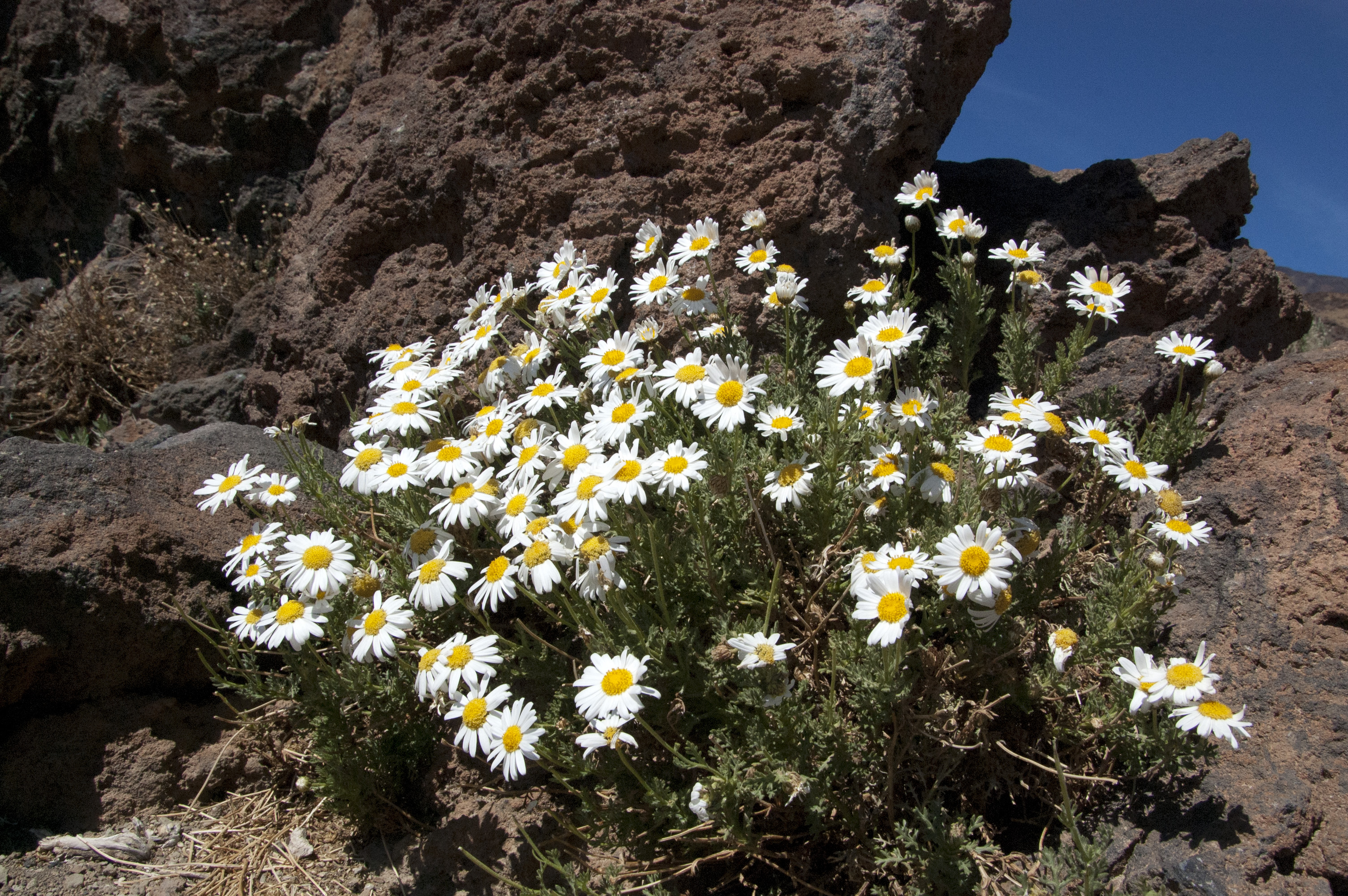
Argyranthemum tenerifae
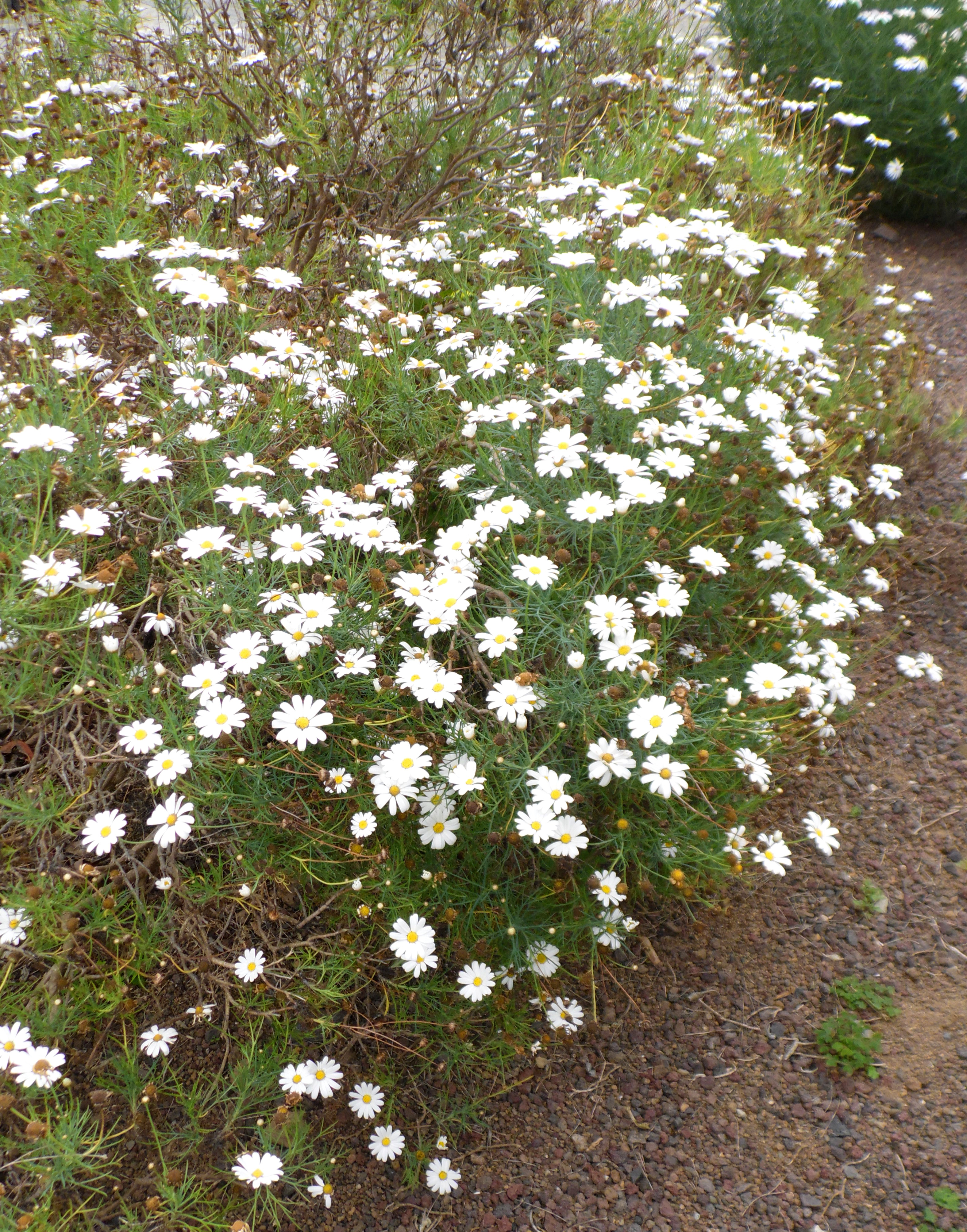
Argyranthemum vincentii
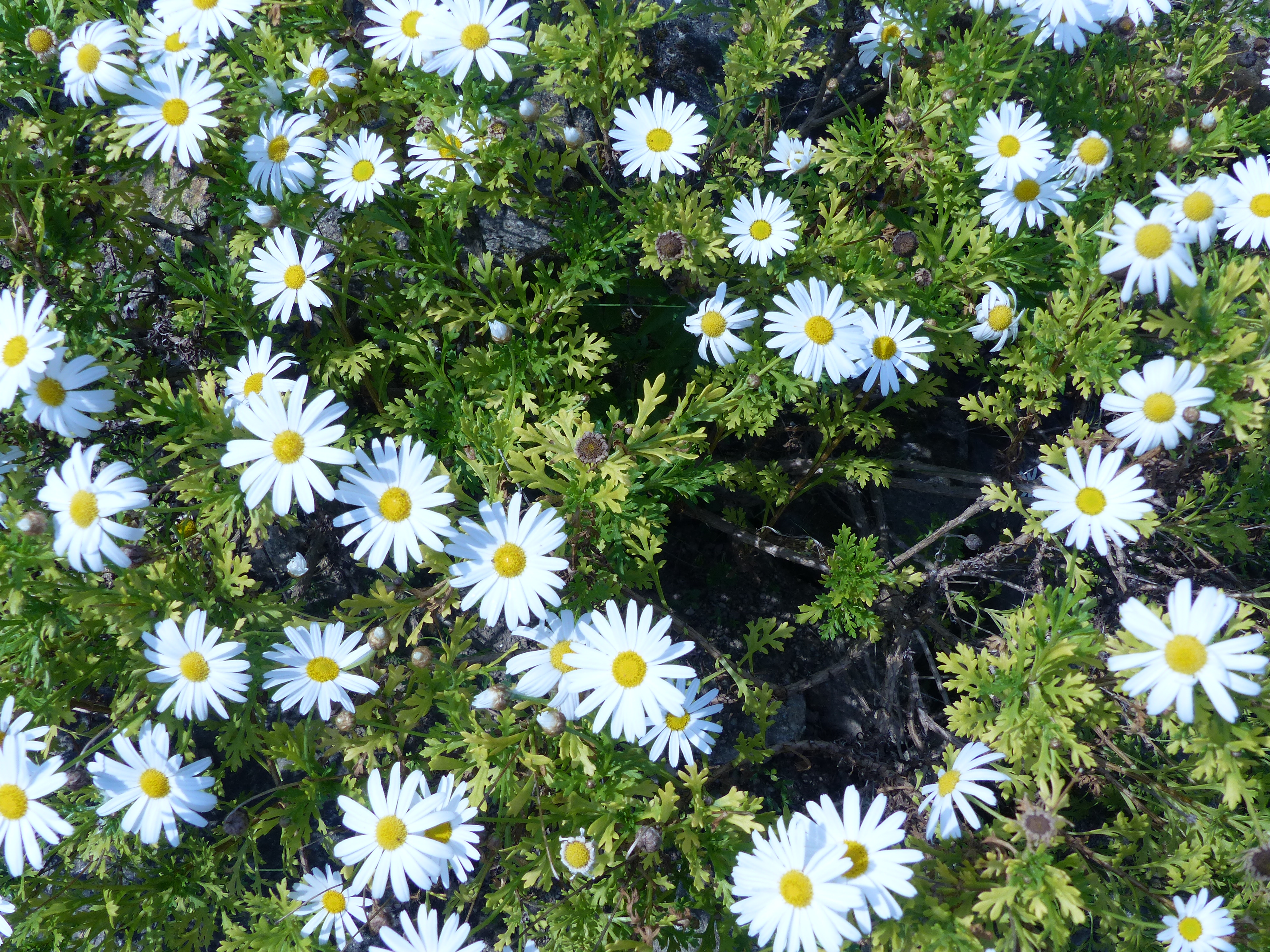
Argyranthemum winteri